# Lovex
Lovex са финландска глем рок/метъл група. Бандата се състои от вокала Тион, китаристите Вивиан Синамор и Сами Блек, кийбордиста Кристиан, барабаниста Джулиан Дрейн и басиста Джейсън. Дебютният им албум Divine Insanity достига златен статус във Финландия.

## История
Групата започва през зимата на 2001 – 2002, когато стари приятели, които свирели в различни групи дълго време, решили да се съберат заедно и да свирят рок музика с голяма емоция и най-вече да се забавляват. Но пътят към успеха бил труден и изморителен. След няколко години, участия и известни промени в групата, нещо се случва...
Lovex започват своята музикална кариера на голямата сцена март 2004.
Те комбинират арогантното звучене на рок енд рола от 80-те и днешните високи технологии. Шестте члена на групата имат звучене и сила на 60 души. Те правят музика със силна емоция и голямо желание без да се интересуват как ги описват останалите. Единствената цел на Lovex е да свирят рок едн рол по начинът по който трябва да бъде изсвирен-също така силно, направо от сърцето. „Рок едн ролът е наркотик...и ние сме дилъри“-казва Сами.
Името на групата идва от посланията на песните. То съдържа две думи-ЛЮБОВ и БИВШ (ЕКС). „Това е едновременно най-лошото и най-добро име“-казва Вивиан. Lovex е рок група от Тампере, Финландия и се състои вокала Тион (Torsti Makinen), китаристите Вивиан Син'амор и Сами Блек, кийбордиста Кристиан, барабаниста Джулиан Дрейн и басиста Джейсън. Това обаче на са истинските имена на момчетата. Всички използват псевдоними.
Август 2005 Lovex издават дебютния си сингъл „Bleeding“, който се изкачва до второ място във финландския чарт за много седмици. Следващият сингъл „Guardian angel“ е издаден 1.2.2006, а малко по-късно излиза и дебютният им албум „Divine Insanity“ (1.3.2006)
|  | Тази страница частично или изцяло представлява превод на страницата Lovex в Уикипедия на английски. Оригиналният текст, както и този превод, са защитени от Лиценза „Криейтив Комънс – Признание – Споделяне на споделеното“, а за съдържание, създадено преди юни 2009 година – от Лиценза за свободна документация на ГНУ. Прегледайте историята на редакциите на оригиналната страница, както и на преводната страница, за да видите списъка на съавторите. ВАЖНО: Този шаблон се отнася единствено до авторските права върху съдържанието на статията. Добавянето му не отменя изискването да се посочват конкретни източници на твърденията, които да бъдат благонадеждни. |